# 谷悦子
谷悦子（たに えつこ、1944年 - ）は、日本児童文学研究者、梅花女子大学名誉教授。
徳島県生まれ。1967年大阪学芸大学教育学部国文科卒、1967年-72年大阪市立津守小学校教諭、1976年大阪学芸大学を改称した大阪教育大学大学院博士課程中退。1984年梅花女子大学講師、87年助教授、95年教授、文化表現学部教授、2008年名誉教授。1988年『まど・みちお詩と童謡』で日本児童文学学会賞奨励賞受賞。

## 著書
- 『新美南吉童話の研究 文学教育の実践をめざして』くろしお出版 1980 大阪教育大学国語教育学会双書
- 『まど・みちお詩と童謡』創元社 1988
- 『まど・みちお 研究と資料』和泉書院 近代文学研究叢刊 1995
- 『阪田寛夫の世界』和泉選書 2007
- 『まど・みちお 懐かしく不思議な世界』和泉選書 2013

共著
- 『児童文学の源泉としてのアニミズム』田辺欧,鵜野祐介共著 梅花学園生涯学習センター公開講座ブックレット 2008

## 注
1. ↑  『まど・みちお　懐かしく不思議な世界』著者紹介